# Кишкинцо
Кишкинцо — деревня в Вологодском районе Вологодской области.
Входит в состав Подлесного сельского поселения. С точки зрения административно-территориального деления — в Подлесный сельсовет.
Расстояние по автодороге до районного центра Вологды — 17 км, до центра муниципального образования Огарково — 4 км. Ближайшие населённые пункты — Кожино, Невинниково, Конюхово.
По переписи 2002 года население — 3 человека.